# Steinhöfel
Steinhöfel ist eine amtsangehörige Gemeinde im Landkreis Oder-Spree in Brandenburg. Sie wird vom Amt Odervorland verwaltet.

## Gemeindegliederung
Nach § 3 ihrer Hauptsatzung hat die Gemeinde Steinhöfel zwölf Ortsteile:
| - Arensdorf - Beerfelde - Buchholz - Demnitz | - Gölsdorf - Hasenfelde - Heinersdorf - Jänickendorf | - Neuendorf im Sande - Schönfelde - Steinhöfel - Tempelberg |

Dazu kommen die bewohnten Gemeindeteile Altes Vorwerk, Ausbau Beerfelde, Ausbau Jänickendorf, Bahnhofsiedlung, Behlendorf, Charlottenhof, Demnitzer Mühle, Dorotheenhof, Fritzfelde, Gutshof, Hasenwinkel, Heinersdorfer Vorwerk, Margaretenhof, Neue Mühle, Vorwerk Demnitz und Vorwerk Hasenfelde.

## Geschichte
Der Ort wurde vermutlich im 13. Jahrhundert als Steinhobell in Form eines Angerdorfes gegründet und erstmals im Jahr 1401 urkundlich erwähnt. Zu dieser Zeit erschien die Familie derer von Wulffen in einem bischöflichen Register. Im Dreißigjährigen Krieg fiel der Ort nahezu wüst. Adolf von Wulfen setzte sich für einen Wiederaufbau der Kirche ein. Sein Sohn, Balzer Dietloff, übernahm den Ort als Lehnsgut. Adam Ludwig von Blumenthal wiederum erwarb im Namen seiner Frau das Gut, die einen Vorgängerbau des Schlosses errichten ließ. Von Blumenthal verkaufte den Besitz im Jahr 1790 an seinen Schwiegersohn Valentin von Massow. Er errichtete ein neues Vorwerk und ließ unter der Leitung von David Gilly das Schloss Steinhöfel errichten.
Steinhöfel gehörte seit 1817 zum Kreis Lebus in der Provinz Brandenburg und ab 1952 zum Kreis Fürstenwalde im DDR-Bezirk Frankfurt (Oder). Seit 1993 liegt die Gemeinde im brandenburgischen Landkreis Oder-Spree.
Steinhöfel war von 1992 bis 2003 Sitz des Amtes Steinhöfel/Heinersdorf. Zum 31. Dezember 2001 schlossen sich die Gemeinden Arensdorf, Beerfelde, Hasenfelde, Heinersdorf, Jänickendorf, Schönfelde, Steinhöfel und Tempelberg zur neuen Gemeinde Steinhöfel zusammen. Zum 26. Oktober 2003 wurden die Gemeinden Buchholz, Demnitz und Neuendorf im Sande in die Gemeinde Steinhöfel eingegliedert. Das Amt Steinhöfel/Heinersdorf wurde aufgelöst und die Gemeinde Steinhöfel amtsfrei.  Am 1. Januar 2019 trat die Gemeinde im Rahmen einer öffentlich-rechtlichen Vereinbarung dem Amt Odervorland bei.

## Bevölkerungsentwicklung
| Jahr | Einwohner |
| ---- | --------- |
| 1875 | 538       |
| 1890 | 478       |
| 1910 | 516       |
| 1925 | 528       |
| 1933 | 459       |
| 1939 | 433       |

| Jahr | Einwohner |
| ---- | --------- |
| 1946 | 610       |
| 1950 | 601       |
| 1964 | 576       |
| 1971 | 589       |
| 1981 | 559       |
| 1985 | 559       |

| Jahr | Einwohner |
| ---- | --------- |
| 1990 | 539       |
| 1995 | 505       |
| 2000 | 542       |

| Jahr | Einwohner |
| ---- | --------- |
| 2001 | 3 815     |
| 2005 | 4 647     |
| 2010 | 4 507     |
| 2015 | 4 474     |
| 2020 | 4 491     |

| Jahr | Einwohner |
| ---- | --------- |
| 2021 | 4 528     |
| 2022 | 4 413     |
| 2023 | 4 396     |
| 2024 | 4 374     |

Gebietsstand des jeweiligen Jahres, Einwohnerzahl: Stand 31. Dezember (ab 1991),, ab 2011 auf Basis des Zensus 2011, ab 2022 auf Basis des Zensus 2022
Die Zunahme der Einwohnerzahl im Jahr 2005 ist auf die Eingliederung von drei Gemeinden im Jahr 2003 zurückzuführen.

## Religion

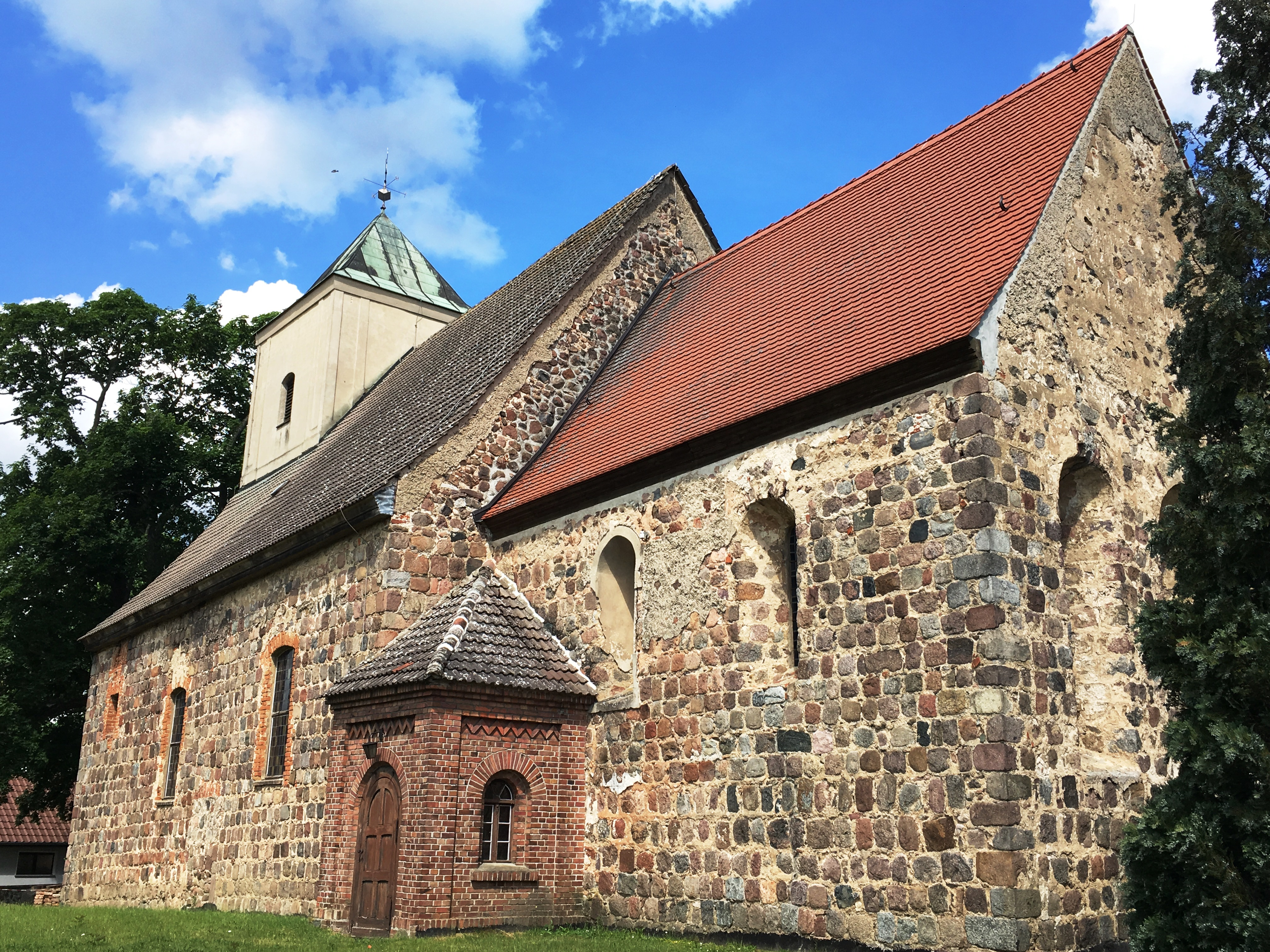
Dorfkirche Beerfelde

20 % der Einwohner sind evangelisch, nur 2 % katholisch.
In allen Ortsteilen außer Gölsdorf existieren lutherische Dorfkirchen. Sie gehören zur Region Fürstenwalde/Spree im Kirchenkreis Oderland-Spree der Evangelischen Kirche Berlin-Brandenburg-schlesische Oberlausitz. Auf katholischer Seite gehören Arensdorf, Gölsdorf, Hasenfelde, Heinersdorf, Schönfelde sowie Tempelberg zur Pfarrei St. Hedwig und der Kirche St. Michael in Müncheberg, während Beerfelde, Buchholz, Jänickendorf, Neuendorf im Sande und Steinhöfel der Pfarrei St. Johannes Baptist in Fürstenwalde/Spree zugeordnet sind. Demnitz gehört teilweise zu beiden Pfarreien, die zum Dekanat Fürstenwalde im Erzbistum Berlin gehören.

## Politik

### Gemeindevertretung
Die Gemeindevertretung von Steinhöfel besteht entsprechend der Einwohnerzahl der Gemeinde aus 16 Gemeindevertretern und der ehrenamtlichen Bürgermeisterin. Die Kommunalwahl am 9. Juni 2024 führte bei einer Wahlbeteiligung von 72,3 % zu folgendem Ergebnis:
| Partei / Wählergruppe               | Stimmenanteil 2019 | Sitze 2019 |        | Stimmenanteil 2024 | Sitze 2024 |
| ----------------------------------- | ------------------ | ---------- | ------ | ------------------ | ---------- |
| AfD                                 | –                  | –          | 30,3 % | 1                  |            |
| CDU                                 | 09,0 %             | 1          | 11,3 % | 2                  |            |
| Aktive Bürger                       | 20,2 %             | 3          | 10,6 % | 2                  |            |
| Bürgerliche Mitte                   | 12,4 %             | 2          | 07,8 % | 1                  |            |
| SPD                                 | 04,4 %             | 1          | 07,6 % | 1                  |            |
| Aktive Lebensperspektive            | –                  | –          | 07,0 % | 1                  |            |
| Wir für unsere Dörfer               | 26,3 %             | 3          | 06,5 % | 1                  |            |
| Die Linke                           | 11,8 %             | 2          | 04,3 % | 1                  |            |
| Unabhängige Wählervereinigung 15518 | –                  | –          | 04,3 % | 1                  |            |
| Einzelbewerberin Bettina Lehmann    | –                  | –          | 02,7 % | 1                  |            |
| Bauernverband Ortsgruppe Gölsdorf   | 03,6 %             | 1          | 02,2 % | –                  |            |
| Einzelbewerberin Katrin Hain        | –                  | –          | 02,0 % | –                  |            |
| Einzelbewerber Udo Grabs            | 07,4 %             | 1          | 01,9 % | –                  |            |
| Bündnis 90/Die Grünen               | 05,0 %             | 1          | 01,5 % | –                  |            |
| Insgesamt                           | 100 %              | 16         | 100 %  | 12                 |            |

Bei der Wahl 2024 entfielen auf die AfD fünf Sitze, von denen vier unbesetzt bleiben, weil die Partei nur einen Kandidaten nominiert hatte.

### Bürgermeister
- 1998–2003: Manuela Mosters (parteilos)[17]
- 2003–2011: Wolfgang Funke (CDU)[18]
- 2011–2019: Renate Wels (parteilos)
- seit 2019: Claudia Simon (Bürgerliche Mitte)

Simon wurde in der Bürgermeisterstichwahl am 16. Juni 2019 mit 53,5 % der gültigen Stimmen gewählt. In der Bürgermeisterwahl am 9. Juni 2024 wurde sie mit 51,6 % der gültigen Stimmen in ihrem Amt bestätigt. Ihre Amtszeit beträgt fünf Jahre.

### Wappen und Flagge
Wappen
| Wappen der Gemeinde Steinhöfel | Blasonierung: „In Grün oben ein dreistöckiges goldenes Schlossgebäude mit Mittelgiebel, zwei gezinnten Ecktürmen und schwarzen Fensterhöhlen, unten in einem bis zur Teilung reichenden zwölfmal von Silber und Gold gestückten Schildbord vier aus dem Rand wachsende goldene Kornähren.“ |
| Wappen der Gemeinde Steinhöfel | Das Wappen wurde vom Heraldiker Uwe Reipert gestaltet und am 1. November 2018 durch das Ministerium des Innern genehmigt. |

Wappen der Ortsteile
Bis auf Neuendorf im Sande führen die Ortsteile eigene Ortswappen.

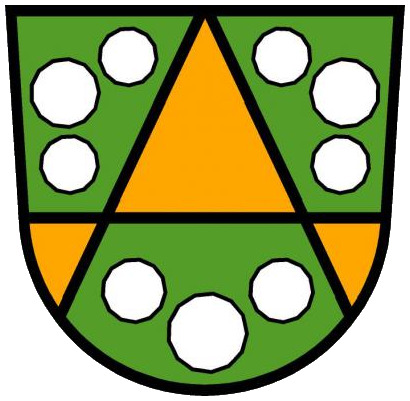
Arensdorf
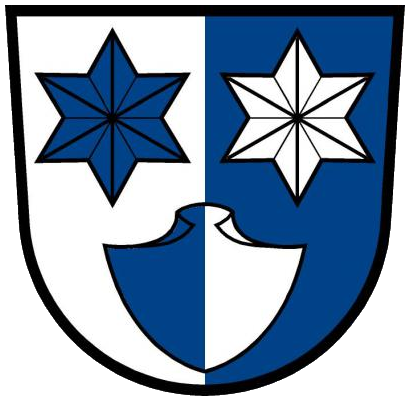
Beerfelde
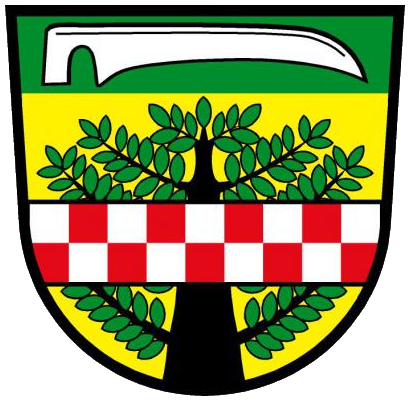
Buchholz
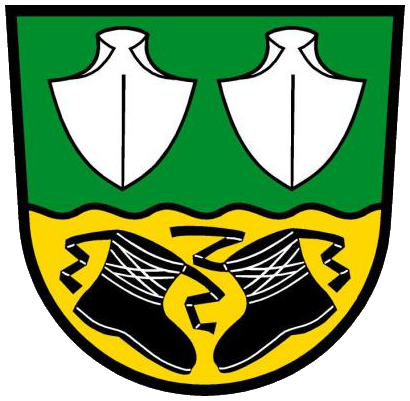
Demnitz
Hasenfelde
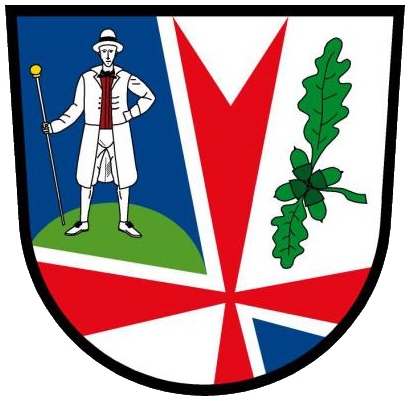
Heinersdorf
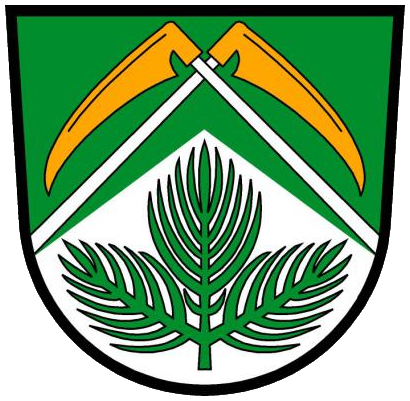
Jänickendorf
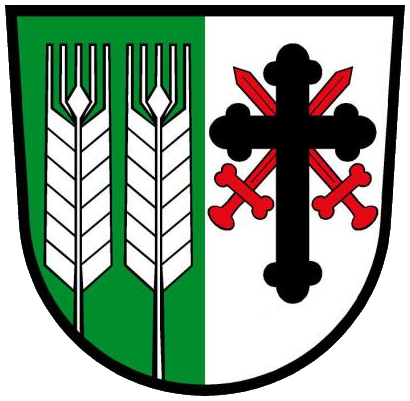
Schönfelde
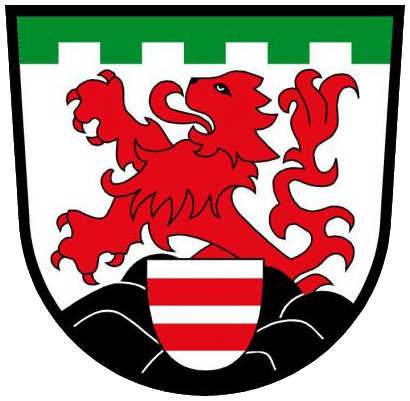
Steinhöfel (Ort)
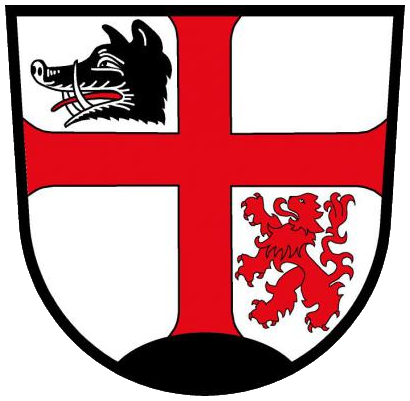
Tempelberg

### Flagge
„Die Flagge ist Gelb - Grün (1:1) gestreift und mittig mit dem Gemeindewappen belegt.“
Bis auf Heinersdorf haben die wappenführenden Ortsteile eine Ortsflagge.

## Sehenswürdigkeiten und Kultur

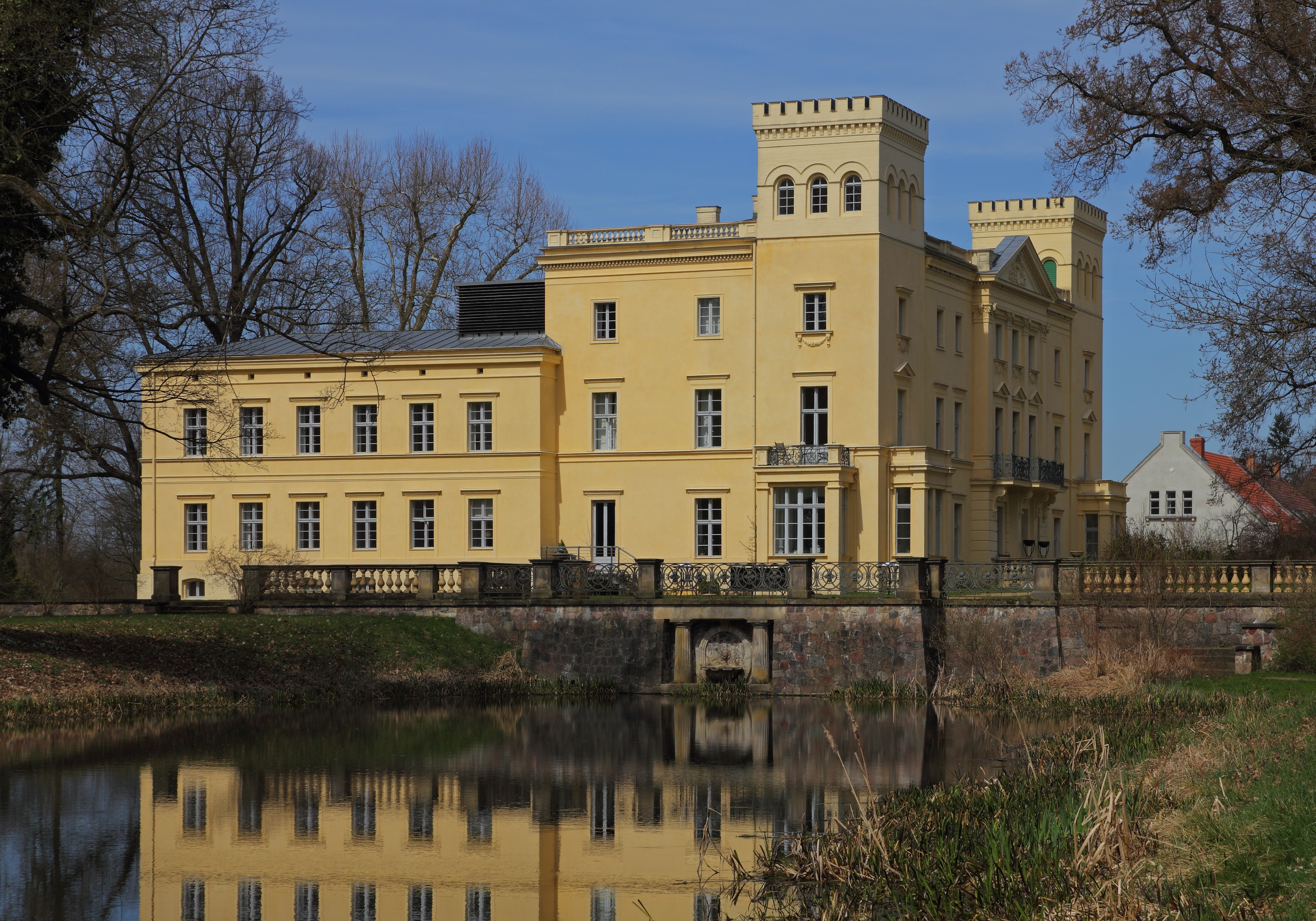
Schloss Steinhöfel

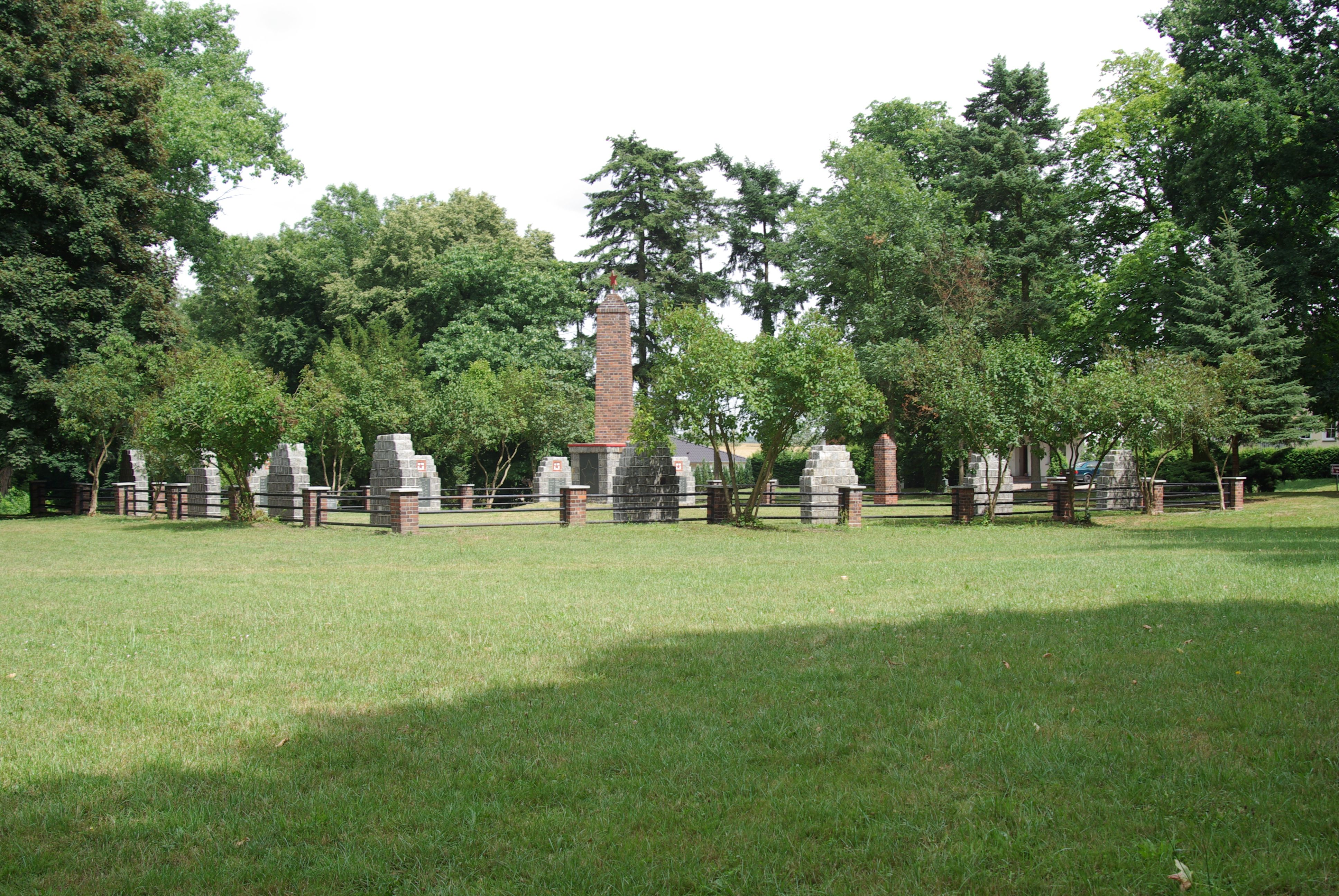
Kriegerdenkmal in Heinersdorf

In der Liste der Baudenkmale in Steinhöfel und in der Liste der Bodendenkmale in Steinhöfel stehen die in der Denkmalliste des Landes Brandenburg eingetragenen Kulturdenkmäler.
Der Gemeindeteil Behlendorf ist Mitglied der Arbeitsgemeinschaft „Historische Dorfkerne im Land Brandenburg“.

### Bauwerke und Parks
- Schloss Steinhöfel, Schlossanlage an Stelle eines in den 1730er Jahren durch die Familie von Wulffen errichteten Vorgängerbaus. Nach dem Erwerb des Schlosses durch die Familie von Massow wurde das vorhandene Herrenhaus Anfang der 1790er Jahre von David Gilly stark verändert. Er erweiterte das ursprünglich zweigeschossige Gutshaus um zwei Seitenflügel. Außerdem wurde die Fassade dem nun geltenden klassizistischen Stil angeglichen und ein Gartenhaus mit Bibliothek errichtet. Um 1880 wurde das Gebäude im Stile des Neobarock erneut umgebaut. Im Mittelteil des Gebäudes entstand ein Risalit mit Dreiecksgiebel, das Erdgeschoss wurde durch Putz gequadert. Vor den Mittelrisalit setzten Handwerker im ersten Obergeschoss einen Balkon, während die Ecktürme am Erdgeschoss jeweils einen Erker erhielten. Die Deutsche Stiftung Denkmalschutz förderte 1992/93 die Restaurierung des Schlosses. 1998 veräußerte die Gemeinde das Schloss an die Brandenburgische Schlösser GmbH. Diese sanierte das Bauwerk und baute es zu einem Hotel mit Restaurant um.

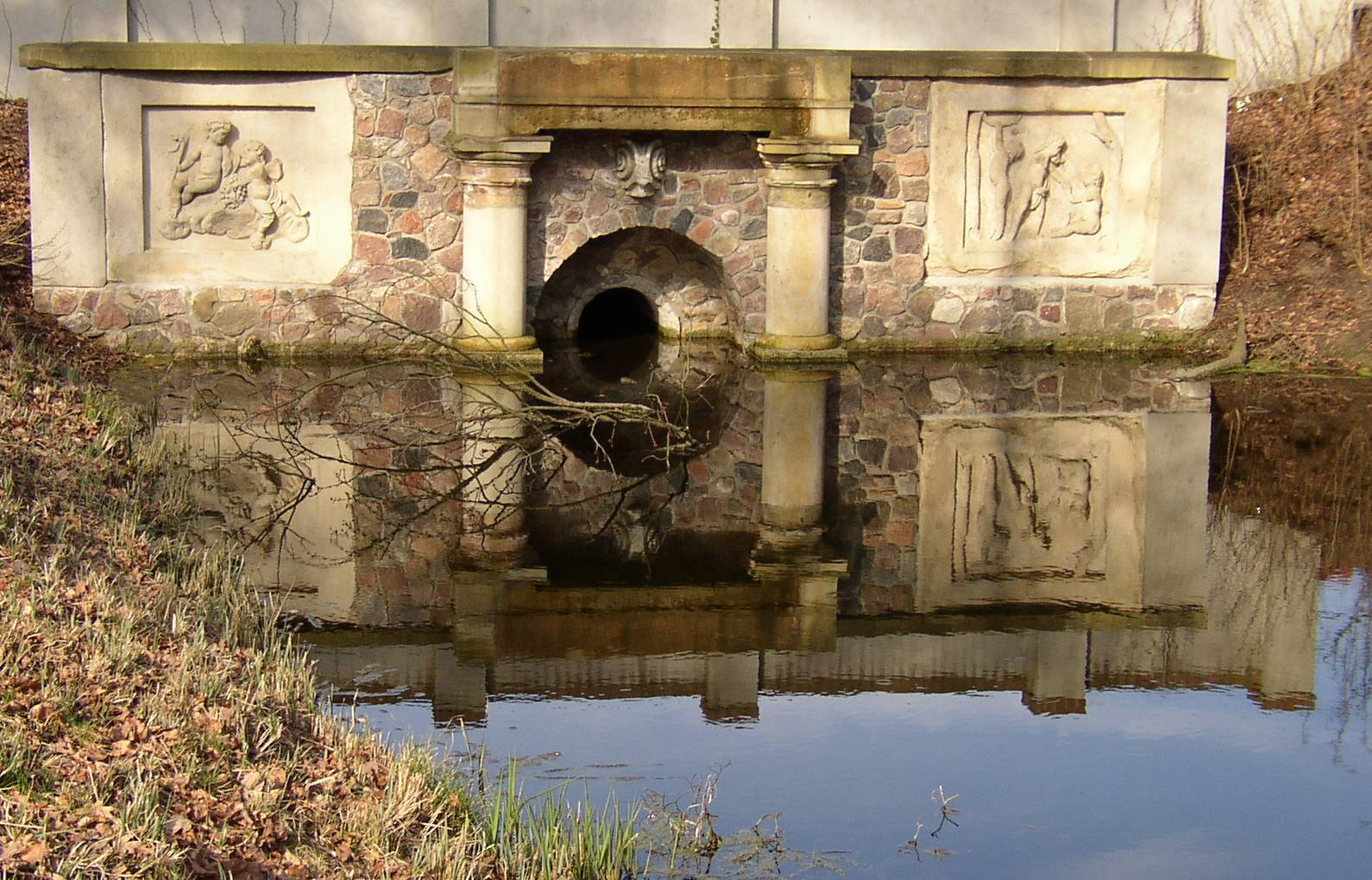
Quellfassung im Schlosspark

- Altes Amtshaus Steinhöfel erbaut 1790 von David Gilly als Verwaltungsgebäude des Gutes. Erstes Gebäude von David Gilly im Stil des Klassizismus.
- Schlosspark, einer der wenigen Gärten in Brandenburg, der nicht später von Lenné überarbeitet und überformt worden ist. Im Park steht die Königseiche (BHU: 6,50 m, 2016), unter der Friedrich der Große 1759 gefrühstückt und Kriegsrat gehalten haben soll.[24]
- Dorfkirche Steinhöfel, Feldsteinkirche aus der zweiten Hälfte des 13. Jahrhunderts. Im Innern steht unter anderem ein Altarretabel aus dem Anfang des 18. Jahrhunderts. Auf dem Kirchfriedhof liegt die Grabstätte der Familie derer von Massow.
- Denkmal für die Opfer des Nationalsozialismus auf der Dorfaue des Ortsteiles Heinersdorf, ursprünglich ein Kriegerdenkmal, nach 1989 den Opfern von Gewaltherrschaft und den Toten der Kriege gewidmet
- Dorfkirche Arensdorf, entstand Anfang des 14. Jahrhunderts. Vor dem Bauwerk erinnert ein Denkmal an die Gefallenen der Weltkriege.
- Dorfkirche Beerfelde, frühgotische Feldsteinkirche aus der zweiten Hälfte des 13. Jahrhunderts. Im Innern stehen unter anderem die Reste eines Altarretabels aus dem Jahr 1713, ein Kanzelkorb aus dem Jahr 1675 sowie eine Orgel von Wilhelm Sauer.
- Dorfkirche Buchholz, entstand im Mittelalter aus Feldsteinen und wurde im 18. Jahrhundert grundlegend umgebaut. Im Innern steht unter anderem eine barocke Kanzel aus dem Anfang des 18. Jahrhunderts.
- Dorfkirche Demnitz, spätgotische Feldsteinkirche, an die Ende des 16. Jahrhunderts an der Ostseite eine Gruft angebaut wurde. Im Innern befinden sich unter anderem ein Altarretabel aus dem Ende des 16. Jahrhunderts, eine südliche Empore aus dem Jahr 1594 sowie eine Westempore mit Orgel von 1909.
- Dorfkirche Hasenfelde, entstand in der Spätgotik unter Einbeziehung eines Vorgängers aus dem 13. Jahrhundert. Im Innern steht unter anderem eine Kanzel aus dem Anfang des 18. Jahrhunderts.
- Dorfkirche Heinersdorf, entstand im zweiten Viertel des 13. Jahrhunderts. Im Innenraum steht unter anderem ein Kanzelaltar des Tischlers Schultze aus Arnswalde aus dem Jahr 1764. Er besteht aus zwei mächtigen, mit Akanthus verzierten Säulen, die einen viereckig gebrochenen Giebel tragen. Mittig ist ein polygonaler Kanzelkorb, darüber ein polygonaler Schalldeckel, der von einer Strahlensonne gekrönt wird.
- Dorfkirche Jänickendorf ist eine weitgehend unveränderte Feldsteinkirche aus dem 13. Jahrhundert. Im Innern steht unter anderem ein polygonaler Kanzelkorb aus der ersten Hälfte des 17. Jahrhunderts.
- Dorfkirche Neuendorf im Sande, entstand in der zweiten Hälfte des 13. Jahrhunderts und wurde um 1870/1880 überformt. 1938 kürzte die Kirchengemeinde den Kirchturm, um die Einflugschneise für den westlich gelegenen Flugplatz Fürstenwalde zu vergrößern.
- Dorfkirche Schönfelde, Feldsteinkirche aus dem späten 13. Jahrhundert. In ihrem Innern steht unter anderem ein Kanzelaltar aus dem Anfang des 18. Jahrhunderts, in den eine Kanzel aus dem Jahr 1619 integriert wurde.
- Gedenktafel von 1988 an der Wand des Gutshauses (auch „Schloss“ genannt) im Ortsteil Neuendorf im Sande für die Lehrerin Clara Grunwald und die 200 jüdischen Kinder, die sie in der Zeit des Nationalsozialismus im Landwerk Neuendorf auf dem Gut Neuendorf, einem „Umschulungslager“, auf die Ausreise nach Palästina vorbereitete und von denen die letzten 60 Jugendlichen (sowie 30 Erwachsene), teils mit ihr gemeinsam in das KZ Auschwitz, teils in andere Todeslager, zur Vernichtung deportiert worden sind.[25] Die späterhin bekannteste überlebende Person, als Jugendlicher in der Einrichtung, war Hans Rosenthal.[26]
- Gutshof in Behlendorf, entstand nach 1802 unter der Leitung von Karl Friedrich Schinkel in achteckiger Form, in dem Karl Friedrich Baath, ein Schüler Albrecht Daniel Thaers, einen landwirtschaftlichen Betrieb einrichtete.

### Kultur und Sport
- Der Verein LandKunstLeben Steinhöfel hat seinen Sitz in der ehemaligen Schlossgärtnerei und veranstaltet dort regelmäßig Kunstaktionen und Events. Sportinteressierte können dem Fußballverein VfB Steinhöfel beitreten.

## Wirtschaft und Verkehr

### Wirtschaft
Ein wichtiger Arbeitgeber ist das Schlosshotel mit angeschlossenem Restaurant. Im Ort sind zahlreiche Handwerksbetriebe und Dienstleister aktiv.

### Verkehr
Die Bundesstraße 5 führt zwischen Müncheberg und Frankfurt/Oder durch die Ortsteile Heinersdorf und Arensdorf, die Bundesstraße 168 zwischen Müncheberg und Fürstenwalde durch die Ortsteile Schönfelde und Beerfelde. Der Ortsteil Steinhöfel liegt an der Landesstraße L 36 zwischen Fürstenwalde und Neuhardenberg.
Von 1911 bis 1965 gab es vier Personenbahnhöfe im heutigen Gemeindegebiet. Die Orte Steinhöfel, Hasenfelde und Arensdorf hatten einen Bahnhof an der Bahnstrecke Fürstenwalde–Wriezen. In Hasenfelde zweigte die Bahnstrecke Müncheberg–Hasenfelde ab, an der der Bahnhof Heinersdorf lag.

## Persönlichkeiten
- Johann August Eyserbeck (1762–1801), Gartenarchitekt, vermutlich Schöpfer des Schlossparks
- Ludwig von Massow (1794–1859), Gutsherr auf Steinhöfel, Kammerherr, preußischer Beamter sowie Funktionsträger am Königshof und zuletzt Minister des königlichen Hauses.
- Karl Iskraut (1854–1942), evangelischer Pfarrer, Politiker (DSRP) und Mitglied des Reichstages (1895–1898), geboren in Steinhöfel
- Valentin von Massow (1864–1899), deutscher Kolonialoffizier, Kommandeur der Polizeitruppe in Togo, geboren in Steinhöfel
- Clara Grunwald (1877–1943 KZ Auschwitz-Birkenau), Pädagogin, letzter Wirkungsort Landwerk Neuendorf.
- Günter Hessler (1909–1968),  Marineoffizier der Reichsmarine und der Kriegsmarine, geboren im Ortsteil Beerfelde
- Hans Rosenthal (1925–1987), Entertainer, verbrachte ab 1941 einige Zeit als Zwangsarbeiter in Neuendorf am Sande.[27]
- Busso von Alvensleben (1928–2009), Brigadegeneral der Bundeswehr, geboren in Arensdorf
- Ortwin Czarnowski (* 1940), Radrennfahrer, geboren im Ortsteil Tempelberg.